# Centaurea collina
Centaurea collina — вид із роду Centaurea. Ареал включає такі країни: Португалія, Іспанія (зокрема й Балеарські острови), Франція (зокрема й Корсика), Італія.

## Біоморфологічна характеристика

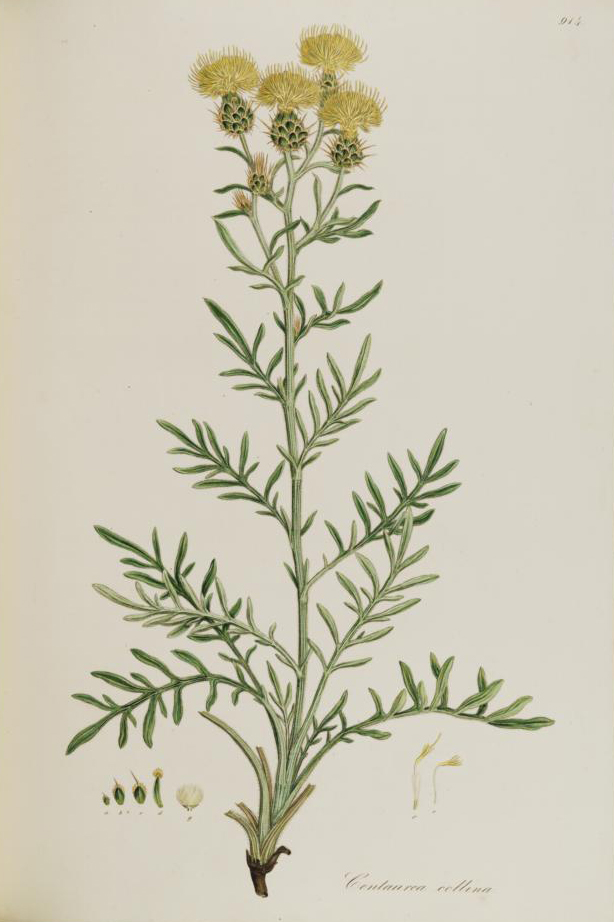
ілюстрація

Висота 20–60 см. Прямовисне стебло із сіро-зеленим листям. Листки перисто-розсічені; частки майже до центральної середньої жилки, довгасті і волосисті. Приквітки колючі. Квітки жовті. Місяці цвітіння: червень, липень, серпень. 